# Аврам Яковов
Аврам Яковов (Яков) Дебрели е български зограф, представител на Дебърската художествена школа.

## Биография
Аврам Яковов е роден в дебърското село Сушица, Западна Македония. Става зограф и рисува из много църкви в Трънско. Автор е на иконите в църквата на Глоговишкия манастир „Свети Николай“, която към началото на XXI век е полуразрушена. Подписал се е на иконата на Свети Йоан Кръстител „... сене 1875 каза Деборска Мала Рѣка село СȢшица Аврам Ѧковов зȢгрфисȢвал сиѧ іконы“. Икони на Яковов има и в Погановския манастир, като на надвходната икона пише „Настоѧтель архи, мандритъ Василиѧ, 876 зȢграв Аврамъ Ѧковов Дебрали“, а на иконата на Исус Христос „Сіѧ икона приложи Живко Млачинъ за дȢша. Поднови ги Василиѧ архимандритъ сосъ неговото настоѧне в лѣто 1876 июни 26 де зȢг. Авр.“ Негови икони са и на Света Богородица и Йоан Богослов, която има надпис „Ігнатъ ѿ Смрданъ Џолинъ“ и Йоан Кръстител – „Сіѧ икона приложи Живко Рашин и Стоѧнъ Рашин за дшȢспасеніе“.
Яковов е автор и на стенописите в храма „Свети Никола“ в Трън, които по-късно са прерисувани и развалени, но са описани от Фьодор Шмид. В средата на перилата на балкона, срещу олтара са двамата архангели Михаил с меч, а Гавриил с разцъфнала тояга, с лица към престола, държащи медальон с бюста на младенеца Христос. В апсидата е изобразена Богородица Оранта. Шмид смята, че тези изображения са свързани символично, като този сирийски сюжет е пренесен от манастира „Свети Кръст“ в Ерусалим във Венеция в XIII век, но е загубен. Той отсъства и във византийското изкуство, но е очевидно запазен у дебърските майстори. От Яковов е останал само надписът „ЗȢграв Аврам Ѧковов Дебрел. 1877“.
В 1883 година изписва стенописите в църквата „Св. св. Петър и Павел“ в Бела, Видинско.